# Nemes

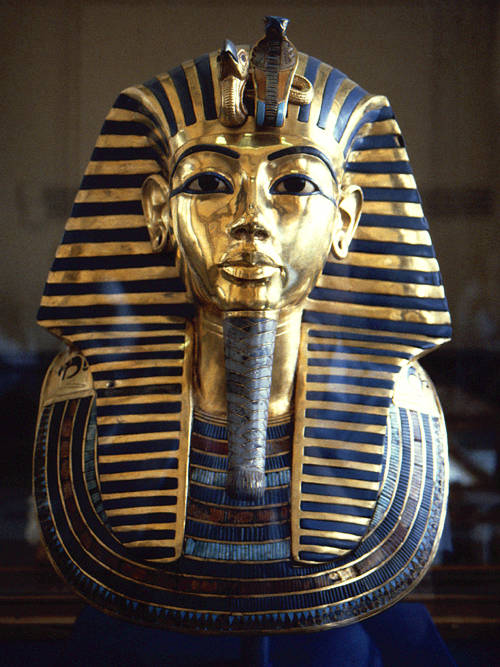
Máscara funeraria de Tutankamón, portando el nemes.

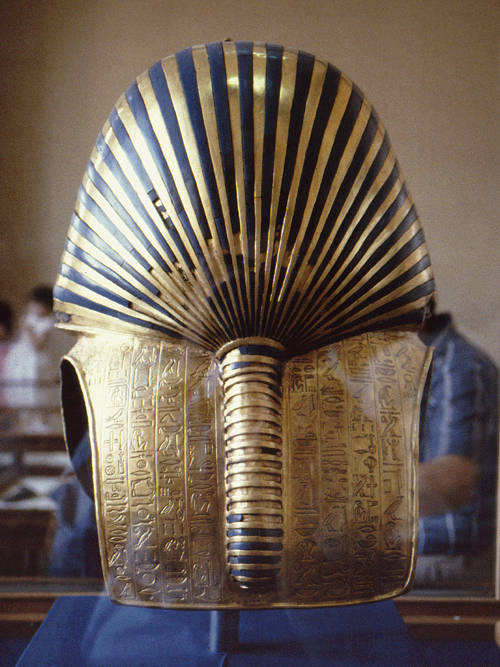
Imagen posterior de la máscara funeraria de Tutankamon, donde se aprecia el nudo en forma de trenza del nemes.

El nemes era un tocado funerario de tela, un atuendo que utilizaban frecuentemente los faraones egipcios cuando eran representados como reyes ya difuntos.
Cubría la totalidad de la cabeza, cayendo verticalmente por detrás de las orejas, amarrándose con un nudo cerca de la nuca, a modo de trenza. Según los textos, era de color blanco adornado con bandas teñidas en azul, aunque algunos podrían haber sido en azul lapislázuli y en oro, como se muestra en algunas esculturas, máscaras funerarias y frescos. 
Se fijaba a la cabeza además con una diadema que portaba una cobra y un buitre en la frente: el ureo, emblema protector de los faraones, quienes eran los únicos que podían llevarlo como atributo de realeza.

## Simbología
El atuendo lo portaban los faraones en vida para identificarse con una deidad y además también después de su muerte, aunque también se ha encontrado en enterramientos de algunos personajes nobles que no fueron dirigentes, pero que lo portarían creyendo que les serviría como un amuleto protector en el más allá.